# Pont de Hell Gate
El Pont de Hell Gate és un pont ferroviari que travessa l'East River a New York. D'una longitud de 310m i constituït d'un arc d'acer, aquest pont connecta el Queens a Randall's Island i Ward's Island.
Aquest pont és utilitzat per diverses empreses ferroviàries (Amtrak, Canadian Pacific…) així com pel Metro-North Railroad.
El Pont de Hell Gate és paral·lel al Triborough Bridge.
La concepció del pont data del començament del segle XX sota la conducció de Gustav Lindenthal. Els treballs van ser acabats el 30 de setembre de 1916. Ha estat el més llarg pont en arc d'acer fins a 1932, data de l'obertura del Bayonne Bridge.